# Ливонски орден
Ливонският орден е германски духовно-рицарски орден, клон на Тевтонския орден в Ливония (1237-1561). Води Битката на Чудското езеро и претърпява поражение от русите начело с Александър Невски (1242). От 15 в. е почти независим и има около 4000 воини. Ликвидиран (1562) през ІІ етап на Ливонската война. Последният магистър на Ливонския орден, Готард Кетлер, приема лутеранството и става пръв владетел на новосъздаденото Курландско херцогство (1562-1795).